# Emerson Palmieri
Emerson Palmieri dos Santos, meglio noto come Emerson Palmieri o semplicemente Emerson (Santos, 3 agosto 1994), è un calciatore brasiliano naturalizzato italiano, difensore del West Ham Utd. Con la nazionale italiana è stato campione d'Europa nel 2021.
È l'unico calciatore ad avere vinto tutti i trofei UEFA per club in vigore (Champions League, Europa League e Supercoppa UEFA con il Chelsea, e Conference League con il West Ham) più il Campionato europeo con la sua nazionale.

## Biografia
Ha origini italiane da parte materna, essendo discendente di Alfonso Palmieri, originario di Rossano, ora area urbana della città di Corigliano-Rossano (Cosenza). Anche suo fratello Giovanni è un calciatore.

## Caratteristiche tecniche
Gioca nel ruolo di terzino sinistro, calciatore di grande corsa e tecnica, eccelle nel cross. È abile a saltare l'avversario per poi crossare in area. Dotato di ottima tecnica e fisicità, può anche giocare come esterno di centrocampo a 4, come tornante in un centrocampo a 5, e all'occorrenza l'allenatore Luciano Spalletti lo ha anche fatto giocare esterno offensivo.

## Carriera

### Club

#### Santos
Esordisce con la prima squadra del Santos il 17 aprile 2011 nella partita del campionato Paulista vinta per 3-0 contro il Paulista: entra in campo al 77' al posto di Keirrison. Il 4 dicembre 2011 è portato in panchina nella partita della 38ª giornata di campionato che il Santos perde per 4-1 in casa del São Paulo.
Nella stagione successiva gioca 3 partite nel campionato Paulista ed esordisce in Série A giocando da titolare la partita della quinta giornata di campionato Flamengo-Santos (1-0) disputata il 17 giugno 2012.
Nella stagione 2013 gioca 2 partite nel campionato Paulista, 14 partite in Série A segnando un gol alla 18ª giornata contro l'Atlético Paranaense e una partita nella Copa do Brasil.
Nella stagione 2014 gioca 6 partite con 2 gol all'attivo nel campionato Paulista, 2 partite in Série A e 2 partite nella coppa nazionale. La sua ultima partita col Santos è quella disputata il 1º agosto 2014 Londrina-Santos (2-1) della Copa do Brasil; lascia la squadra dopo 33 presenze complessive e 3 gol.

#### Palermo
Il 24 agosto 2014 passa al Palermo in prestito con diritto di riscatto. Esordisce in Serie A il 24 settembre 2014, a 20 anni, entrando in campo all'82' al posto di Fabio Daprelà nella gara Napoli-Palermo (3-3) della quarta giornata di campionato. Ottiene 9 presenze sotto la guida di Giuseppe Iachini in questa sua prima stagione in Italia.

#### Roma
Il 26 agosto 2015 si trasferisce in prestito alla Roma. Il 4 ottobre debutta ufficialmente con la maglia giallorossa, subentrando al 66º minuto al posto di Iago Falque nel match vinto 4-2 contro il Palermo. Con l'arrivo a metà stagione di Luciano Spalletti in panchina trova più presenze da subentrato. Segna il suo primo gol in maglia giallorossa il 14 maggio 2016 all'ultima giornata di campionato in trasferta contro il Milan (gol del definitivo 3-1). Conclude il campionato con 8 presenze in campionato e un'apparizione in Coppa Italia.
Il 6 luglio 2016 la Roma lo riconferma in prestito dal Santos per un'ulteriore stagione con obbligo di riscatto al termine della stessa di 2 milioni di euro. Il 17 agosto fa il suo esordio in Champions League nell'andata del preliminare contro il Porto subentrando a Diego Perotti, provocando il rigore che porterà al pareggio della squadra di casa per l'1-1 finale. Nella gara di ritorno della settimana dopo, subentrato a Paredes in seguito all'espulsione di De Rossi, viene espulso per fallo pericoloso 15 minuti dopo il suo ingresso in campo. Dopo questi episodi, grazie anche alla continua fiducia del mister Spalletti, avrà una crescita esponenziale. Il 16 febbraio 2017 trova il primo gol nelle coppe europee, segnando il primo gol (con un pregevole tiro da fuori area) della vittoria per 4-0 contro il Villarreal all'Estadio de la Cerámica valida per i sedicesimi di Europa League. Il 1º marzo 2017 la società comunica l'avvenuto riscatto del giocatore, essendosi verificate le previste condizioni contrattuali. Il 28 maggio 2017, durante l'ultima gara di campionato, esce dal campo a causa di un infortunio al legamento del crociato anteriore del ginocchio sinistro. Il giorno successivo viene operato.
Torna in campo la stagione successiva, il 1º dicembre 2017, subentrando a Aleksandar Kolarov nella partita Roma-SPAL (3-1).

#### Chelsea
Rimasto ai margini della società capitolina, anche per via della presenza di Kolarov nel suo ruolo, il 30 gennaio 2018 viene ufficializzato il trasferimento a titolo definitivo al Chelsea, con il quale il giocatore si accorda con un contratto di quattro anni e mezzo e da cui i giallorossi incasseranno 20 milioni di euro più 9 di bonus. Nei suoi primi sei mesi a Londra ottiene unicamente 7 presenze, di cui 5 in Premier League e 2 nella FA Cup, poi vinta dalla squadra guidata da Antonio Conte.
Nella sua seconda stagione al Chelsea arriva l'allenatore Maurizio Sarri, che impone un chiaro turn over per il ruolo di terzino sinistro, con Marcos Alonso titolare in campionato ed Emerson protagonista nelle coppe. Il 27 settembre 2018, segna il suo primo gol con la maglia del Chelsea, che vale il pareggio dei londinesi nell’incontro di Coppa di Lega contro il Liverpool poi vinto 2-1 dai Blues. Nel finale di campionato si guadagna il posto di titolare a danno di Marcos Alonso, e il 29 maggio 2019 disputa da titolare la finale di Europa League contro l'Arsenal, vinta 4-1 a Baku, in cui incide in maniera determinante nella vittoria del Chelsea. Termina la stagione con 27 presenze stagionali, di cui 11 in Europa League e 10 in campionato.
All'inizio della stagione successiva il nuovo allenatore Frank Lampard lo impiega da titolare nella Supercoppa UEFA, persa ai rigori contro il Liverpool, oltre a preferirlo inizialmente a Marcos Alonso. Successivamente però è vittima di due infortuni che lo costringono a stare fuori per un mese. Torna in campo in occasione del successo per 2-1 in casa del Watford. In seguito torna a essere riserva di Alonso, e chiude la stagione con sole 21 presenze in tutte le competizioni.
Nell'annata 2020-2021 trova pochissimo spazio in Premier League, ma il 17 marzo 2021 segna il suo primo gol in Champions League, nella partita di ritorno degli ottavi di finale disputata a Stamford Bridge contro l'Atlético Madrid in cui realizza il definitivo 2-0. A fine stagione diventa campione d'Europa pur non scendendo in campo nella finale di Champions League vinta dai Blues contro i connazionali del Manchester City.
Inizia la stagione 2021-2022 con i londinesi, debuttando in campionato e vincendo la Supercoppa UEFA ai rigori contro il Villarreal, pur senza scendere in campo.

#### Olympique Lione
Il 19 agosto 2021 viene ceduto all'Olympique Lione in prestito oneroso con diritto di riscatto. Trova spazio da titolare e termina la stagione con 29 presenze e un gol in Ligue 1 e 7 presenze in Europa League.

#### West Ham
Il 23 agosto 2022 si trasferisce a titolo definitivo al West Ham Utd.
Il 7 giugno 2023 è protagonista della vittoria della Conference League giocando titolare la finale contro la Fiorentina, partita vinta dagli Hammers per 2-1 grazie a un gol negli ultimi minuti da parte di Bowen. Con la vittoria di questo trofeo, diventa ufficialmente il primo calciatore nella storia a vincere tutte le competizioni UEFA per club esistenti, traguardo raggiunto in un periodo di soli 4 anni.

### Nazionale

#### Nazionale brasiliana
Nel 2011 prende parte al Sudamericano e al Mondiale Under-17, giocando 8 partite impreziosite con un gol nel primo torneo, vinto dalla sua selezione, e 6 partite senza reti nella seconda manifestazione chiusa al quarto posto.

#### Nazionale italiana
Nel marzo del 2017 ottiene il passaporto italiano, diventando di conseguenza convocabile per la nazionale italiana. Il successivo 9 aprile riceve la sua prima convocazione dal CT Gian Piero Ventura, per uno stage a Coverciano riservato ai calciatori emergenti. Nel giugno 2017 è costretto a saltare la sua prima convocazione per le partite ufficiali contro Uruguay e Liechtenstein, a causa dell'infortunio al crociato riportato con la Roma.
Il 19 maggio 2018 il neo CT Roberto Mancini lo convoca per le successive amichevoli dell'Italia contro Arabia Saudita, Francia e Paesi Bassi. Tuttavia un infortunio lo costringe a non presentarsi neanche per il ritiro. Esordisce il 10 settembre 2018, a 24 anni, subentrando a Criscito nel secondo tempo della partita di UEFA Nations League persa 1-0 contro il Portogallo a Lisbona. Successivamente viene impiegato in cinque occasioni durante le qualificazioni a Euro 2020 e diventa una delle prime opzioni sulla fascia sinistra, in competizione con Spinazzola.
Nel giugno 2021 viene convocato per il Campionato europeo, manifestazione in cui scende in campo in quattro occasioni, di cui tre dal primo minuto. Partito come riserva, viene schierato come titolare a seguito dell'infortunio di Spinazzola nei quarti di finale. Si laurea campione d'Europa al termine della finale di Wembley vinta ai rigori contro l'Inghilterra.
Il successivo 30 settembre viene inserito tra i 23 convocati per la fase finale della Nations League, chiusa al terzo posto.
Il 24 marzo 2022 scende in campo nella partita di semifinale degli spareggi per la qualificazione al campionato del mondo 2022, persa 1-0 contro la Macedonia del Nord a Palermo, che sancisce l'eliminazione dell'Italia. Il successivo 1º giugno viene schierato da titolare nella Coppa dei Campioni CONMEBOL-UEFA persa per 3-0 contro l'Argentina, e infine disputa la sua ultima gara il 26 marzo 2023 contro il Malta, prima di uscire dal giro azzurro.

## Statistiche

### Presenze e reti nei club
Statistiche aggiornate al 5 giugno 2025
| Stagione        | Squadra         | Campionato      | Campionato | Campionato | Coppe nazionali | Coppe nazionali | Coppe nazionali | Coppe continentali | Coppe continentali | Coppe continentali | Altre coppe | Altre coppe | Altre coppe | Totale | Totale |
| Stagione        | Squadra         | Comp            | Pres       | Reti       | Comp            | Pres            | Reti            | Comp               | Pres               | Reti               | Comp        | Pres        | Reti        | Pres   | Reti   |
| --------------- | --------------- | --------------- | ---------- | ---------- | --------------- | --------------- | --------------- | ------------------ | ------------------ | ------------------ | ----------- | ----------- | ----------- | ------ | ------ |
| 2011            | Santos          | A1/SP+A         | 1+0        | 0          | -               | -               | -               | CL                 | 0                  | 0                  | Cmc         | 0           | 0           | 1      | 0      |
| 2012            | Santos          | A1/SP+A         | 3+1        | 0          | -               | -               | -               | CL                 | 0                  | 0                  | RSA         | 0           | 0           | 4      | 0      |
| 2013            | Santos          | A1/SP+A         | 2+14       | 0+1        | CB              | 1               | 0               | -                  | -                  | -                  | -           | -           | -           | 17     | 1      |
| 2014            | Santos          | A1/SP+A         | 6+3        | 2+0        | CB              | 2               | 0               | -                  | -                  | -                  | -           | -           | -           | 11     | 2      |
| Totale Santos   | Totale Santos   | Totale Santos   | 12+18      | 2+1        |                 | 3               | 0               |                    | 0                  | 0                  |             | 0           | 0           | 33     | 3      |
| 2014-2015       | Palermo         | A               | 9          | 0          | CI              | 0               | 0               | -                  | -                  | -                  | -           | -           | -           | 9      | 0      |
| 2015-2016       | Roma            | A               | 8          | 1          | CI              | 1               | 0               | UCL                | 0                  | 0                  | -           | -           | -           | 9      | 1      |
| 2016-2017       | Roma            | A               | 25         | 0          | CI              | 4               | 0               | UCL+UEL            | 2+5                | 0+1                | -           | -           | -           | 36     | 1      |
| 2017-gen. 2018  | Roma            | A               | 1          | 0          | CI              | 1               | 0               | UCL                | -                  | -                  | -           | -           | -           | 2      | 0      |
| Totale Roma     | Totale Roma     | Totale Roma     | 34         | 1          |                 | 6               | 0               |                    | 7                  | 1                  |             | -           | -           | 47     | 2      |
| gen.-giu. 2018  | Chelsea         | PL              | 5          | 0          | FACup+CdL       | 2+0             | 0               | UCL                | 0                  | 0                  | -           | -           | -           | 7      | 0      |
| 2018-2019       | Chelsea         | PL              | 10         | 0          | FACup+CdL       | 1+5             | 0+1             | UEL                | 11                 | 0                  | CS          | 0           | 0           | 27     | 1      |
| 2019-2020       | Chelsea         | PL              | 15         | 0          | FACup+CdL       | 2+0             | 0               | UCL                | 3                  | 0                  | SU          | 1           | 0           | 21     | 0      |
| 2020-2021       | Chelsea         | PL              | 2          | 0          | FACup+CdL       | 5+2             | 0               | UCL                | 6                  | 1                  | -           | -           | -           | 15     | 1      |
| ago. 2021       | Chelsea         | PL              | 1          | 0          | FACup+CdL       | -               | -               | UCL                | -                  | -                  | SU          | 0           | 0           | 1      | 0      |
| Totale Chelsea  | Totale Chelsea  | Totale Chelsea  | 33         | 0          |                 | 17              | 1               |                    | 20                 | 1                  |             | 1           | 0           | 71     | 2      |
| ago. 2021-2022  | Olympique Lione | L1              | 29         | 1          | CF              | 0               | 0               | UEL                | 7                  | 0                  | -           | -           | -           | 36     | 1      |
| 2022-2023       | West Ham Utd    | PL              | 22         | 1          | FACup+CdL       | 3+1             | 0               | UECL               | 8                  | 1                  | -           | -           | -           | 34     | 2      |
| 2023-2024       | West Ham Utd    | PL              | 36         | 1          | FACup+CdL       | 2+1             | 0               | UEL                | 8                  | 0                  | -           | -           | -           | 47     | 1      |
| 2024-2025       | West Ham Utd    | PL              | 31         | 2          | FACup+CdL       | 0+1             | 0               | -                  | -                  | -                  | -           | -           | -           | 32     | 2      |
| Totale West Ham | Totale West Ham | Totale West Ham | 89         | 4          |                 | 8               | 0               |                    | 16                 | 1                  |             | -           | -           | 113    | 5      |
| Totale carriera | Totale carriera | Totale carriera | 224        | 9          |                 | 34              | 1               |                    | 50                 | 3                  |             | 1           | 0           | 309    | 13     |

### Cronologia presenze e reti in nazionale
| Cronologia completa delle presenze e delle reti in nazionale ― Italia | Cronologia completa delle presenze e delle reti in nazionale ― Italia | Cronologia completa delle presenze e delle reti in nazionale ― Italia | Cronologia completa delle presenze e delle reti in nazionale ― Italia | Cronologia completa delle presenze e delle reti in nazionale ― Italia | Cronologia completa delle presenze e delle reti in nazionale ― Italia | Cronologia completa delle presenze e delle reti in nazionale ― Italia | Cronologia completa delle presenze e delle reti in nazionale ― Italia |
| Data                                                                  | Città                                                                 | In casa                                                               | Risultato                                                             | Ospiti                                                                | Competizione                                                          | Reti                                                                  | Note                                                                  |
| --------------------------------------------------------------------- | --------------------------------------------------------------------- | --------------------------------------------------------------------- | --------------------------------------------------------------------- | --------------------------------------------------------------------- | --------------------------------------------------------------------- | --------------------------------------------------------------------- | --------------------------------------------------------------------- |
| 10-9-2018                                                             | Lisbona                                                               | Portogallo                                                            | 1 – 0                                                                 | Italia                                                                | UEFA Nations League 2018-2019 - 1º turno                              | -                                                                     | 74’                                                                   |
| 20-11-2018                                                            | Genk                                                                  | Italia                                                                | 1 – 0                                                                 | Stati Uniti                                                           | Amichevole                                                            | -                                                                     |                                                                       |
| 8-6-2019                                                              | Atene                                                                 | Grecia                                                                | 0 – 3                                                                 | Italia                                                                | Qual. Euro 2020                                                       | -                                                                     | 68’                                                                   |
| 11-6-2019                                                             | Torino                                                                | Italia                                                                | 2 – 1                                                                 | Bosnia ed Erzegovina                                                  | Qual. Euro 2020                                                       | -                                                                     |                                                                       |
| 5-9-2019                                                              | Erevan                                                                | Armenia                                                               | 1 – 3                                                                 | Italia                                                                | Qual. Euro 2020                                                       | -                                                                     |                                                                       |
| 8-9-2019                                                              | Tampere                                                               | Finlandia                                                             | 1 – 2                                                                 | Italia                                                                | Qual. Euro 2020                                                       | -                                                                     | 8’                                                                    |
| 15-11-2019                                                            | Zenica                                                                | Bosnia ed Erzegovina                                                  | 0 – 3                                                                 | Italia                                                                | Qual. Euro 2020                                                       | -                                                                     |                                                                       |
| 7-10-2020                                                             | Firenze                                                               | Italia                                                                | 6 – 0                                                                 | Moldavia                                                              | Amichevole                                                            | -                                                                     | 66’                                                                   |
| 11-10-2020                                                            | Danzica                                                               | Polonia                                                               | 0 – 0                                                                 | Italia                                                                | UEFA Nations League 2020-2021 - 1º turno                              | -                                                                     |                                                                       |
| 11-11-2020                                                            | Firenze                                                               | Italia                                                                | 4 – 0                                                                 | Estonia                                                               | Amichevole                                                            | -                                                                     | 71’                                                                   |
| 15-11-2020                                                            | Reggio Emilia                                                         | Italia                                                                | 2 – 0                                                                 | Polonia                                                               | UEFA Nations League 2020-2021 - 1º turno                              | -                                                                     |                                                                       |
| 18-11-2020                                                            | Sarajevo                                                              | Bosnia ed Erzegovina                                                  | 0 – 2                                                                 | Italia                                                                | UEFA Nations League 2020-2021 - 1º turno                              | -                                                                     |                                                                       |
| 25-3-2021                                                             | Parma                                                                 | Italia                                                                | 2 – 0                                                                 | Irlanda del Nord                                                      | Qual. Mondiali 2022                                                   | -                                                                     | 75’                                                                   |
| 31-3-2021                                                             | Vilnius                                                               | Lituania                                                              | 0 – 2                                                                 | Italia                                                                | Qual. Mondiali 2022                                                   | -                                                                     | 55’                                                                   |
| 4-6-2021                                                              | Bologna                                                               | Italia                                                                | 4 – 0                                                                 | Rep. Ceca                                                             | Amichevole                                                            | -                                                                     | 63’                                                                   |
| 20-6-2021                                                             | Roma                                                                  | Italia                                                                | 1 – 0                                                                 | Galles                                                                | Euro 2020 - 1º turno                                                  | -                                                                     |                                                                       |
| 2-7-2021                                                              | Monaco di Baviera                                                     | Belgio                                                                | 1 – 2                                                                 | Italia                                                                | Euro 2020 - Quarti di finale                                          | -                                                                     | 79’                                                                   |
| 6-7-2021                                                              | Londra                                                                | Italia                                                                | 1 – 1 dts (4 – 2 dtr)                                                 | Spagna                                                                | Euro 2020 - Semifinale                                                | -                                                                     | 73’                                                                   |
| 11-7-2021                                                             | Londra                                                                | Italia                                                                | 1 – 1 dts (3 – 2 dtr)                                                 | Inghilterra                                                           | Euro 2020 - Finale                                                    | -                                                                     | 118’                                                                  |
| 2-9-2021                                                              | Firenze                                                               | Italia                                                                | 1 – 1                                                                 | Bulgaria                                                              | Qual. Mondiali 2022                                                   | -                                                                     | 90+1’                                                                 |
| 5-9-2021                                                              | Basilea                                                               | Svizzera                                                              | 0 – 0                                                                 | Italia                                                                | Qual. Mondiali 2022                                                   | -                                                                     |                                                                       |
| 6-10-2021                                                             | Milano                                                                | Italia                                                                | 1 – 2                                                                 | Spagna                                                                | UEFA Nations League 2020-2021 - Semifinale                            | -                                                                     |                                                                       |
| 10-10-2021                                                            | Torino                                                                | Italia                                                                | 2 – 1                                                                 | Belgio                                                                | UEFA Nations League 2020-2021 - Finale 3º posto                       | -                                                                     | 82’                                                                   |
| 12-11-2021                                                            | Roma                                                                  | Italia                                                                | 1 – 1                                                                 | Svizzera                                                              | Qual. Mondiali 2022                                                   | -                                                                     | 80’                                                                   |
| 15-11-2021                                                            | Belfast                                                               | Irlanda del Nord                                                      | 0 – 0                                                                 | Italia                                                                | Qual. Mondiali 2022                                                   | -                                                                     | 80’                                                                   |
| 24-3-2022                                                             | Palermo                                                               | Italia                                                                | 0 – 1                                                                 | Macedonia del Nord                                                    | Qual. Mondiali 2022                                                   | -                                                                     |                                                                       |
| 1-6-2022                                                              | Londra                                                                | Italia                                                                | 0 – 3                                                                 | Argentina                                                             | Coppa dei Campioni CONMEBOL-UEFA 2022                                 | -                                                                     | 77’                                                                   |
| 23-9-2022                                                             | Milano                                                                | Italia                                                                | 1 – 0                                                                 | Inghilterra                                                           | UEFA Nations League 2022-2023 - 1º turno                              | -                                                                     | 89’                                                                   |
| 26-3-2023                                                             | Ta' Qali                                                              | Malta                                                                 | 0 – 2                                                                 | Italia                                                                | Qual. Euro 2024                                                       | -                                                                     |                                                                       |
| Totale                                                                |                                                                       | Presenze                                                              | 29                                                                    |                                                                       | Reti                                                                  | 0                                                                     |                                                                       |

## Record
Primo calciatore a vincere tutte le 3 coppe europee vigenti e la supercoppa uefa ed in più il campionato europeo con la propria nazionale.

## Palmarès

### Club

#### Competizioni nazionali
- Coppa d'Inghilterra: 1

Chelsea: 2017-2018

#### Competizioni internazionali
- UEFA Europa League: 1

Chelsea: 2018-2019
- UEFA Champions League: 1

Chelsea: 2020-2021
- Supercoppa UEFA: 1

Chelsea: 2021
- UEFA Conference League: 1

West Ham: 2022-2023

### Nazionale

#### Competizioni giovanili
- Campionato sudamericano Under-17: 1

Ecuador 2011

#### Competizioni maggiori
- Campionato d'Europa: 1

Europa 2020